# Johann Gottlieb Naumann
Johann Gottlieb Naumann, född 17 april 1741 i Blasewitz nära Dresden, död den 23 oktober 1801 i Dresden, var en tysk tonsättare. Han vistades i Stockholm 1777–1778 och 1782–1783. Han var far till Carl Friedrich och Moritz Naumann.

## Biografi
Naumann fick som följeslagare till den svenske musikern Anders Wesström tillfälle att i Italien studera för Giuseppe Tartini 1758–1763. Sedan han i Venedig med framgång debuterat som operakompositör, erhöll han 1764 plats som hovkyrkokompositör hos änkekurfurstinnan Maria Antonia av Sachsen och utbildade sig ytterligare i Italien 1765–1768 och 1772–1774 samt komponerade en hel rad operor, varefter han 1776 i Dresden befordrades till kapellmästare och 1786 till överkapellmästare. Han kallades av Gustav III till Stockholm 1777, där han samma år blev ledamot av Kungliga Musikaliska Akademien. Han stannade ett år, varunder han med framgång reorganiserade hovkapellet, och komponerade Amphion, som gavs med stort bifall 1778. 
Naumann kallades en andra gång till Sverige. Då gavs operan Cora och Alonzo vid det Gustavianska operahusets invigning den 30 september 1782. Den gavs 42 gånger i Stockholm under loppet av 50 år och upptogs ånyo vid operahusets hundraårsjubileum 1882, men föreföll då föråldrad. Bättre har Naumanns mästerverk bibehållit sig, Gustaf Wasa med text av Johan Henrik Kellgren (komponerad 1783), som gavs med ofantlig framgång 1786 samt fortfarande då och då återupptagits på repertoaren, senast 1991 på Kungliga Operan. Kända nummer är hymnen Ädla skuggor, Gustafs och Kristierns monologer och Kristierns scen med vålnaderna, skyddsängelns sång och kvintetten. 
I Tyskland framförs fortfarande flera av Naumanns andliga kompositioner, såsom oratoriet I pellegrini, kantaten Pater noster (till Friedrich Gottlieb Klopstocks text), vesper, mässor, offertorier. Han skrev dessutom symfonier, sonater, visor vid klaver. 
År 1785 utförde Naumann i Danmark samma uppdrag som i Sverige, att organisera hovkapellet och skriva en opera, Orpheus.
Totalt komponerade Naumann 25 operor varav tre för Sverige.

## Verkförteckning

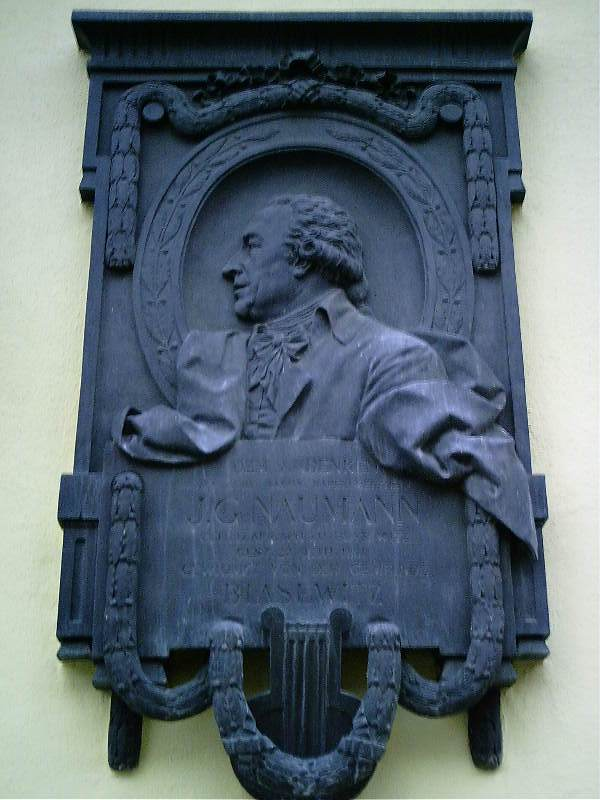
Plakett i Blasewitz över Johann Gottlieb Naumann.

### Operor komponerade för Sverige
- Amphion (Gudmund Jöran Adlerbeth efter Antoine-Léonard Thomas), Bollhuset Stockholm 1778
- Cora och Alonzo (Gudmund Jöran Adlerbeth efter Jean-François Marmontel), 30 september 1782 till invigningen av det Gustavianska operahuset i Stockholm.
- Gustaf Wasa ("lyrisk tragedi") 3 akter, Johan Henrik Kellgren efter en förlaga av Gustav III, 19 januari 1786 Stockholm

### Andra operor i urval
- Armida, tre akter, Giovanni Bertati, efter Tarquato Tasso. Uppföranden i Padua juni 1773, Prag 1776, Wien 1777, Leipzig 6 juli 1780, Dresden 1780; Berlin 1782; Schwedt 1785; Breslau 1786. Operan var Naumanns första stora framgång.
- Elisa, 21 april 1781 Dresden
- Orpheus og Euridice, 31 januari 1786 Köpenhamn, med libretto av Dorothea Biehl, som var den första operan skriven för ett danskt libretto
- Osiris
- La Drama Soldata, 30 mars 1791 Dresden, med libretto av Caterino Mazzolà.

### Andra verk
- Oratorier
- Kantater, kyrkliga och profana
- Mässor
- Motetter
- Sånger (Lieder)
- Konserter
- Kammarmusik
- Verk för klaver

### Andra gustavianska operakompositörer
- Johann Christian Friedrich Haeffner
- Francesco Antonio Uttini
- Georg Joseph Vogler